# Jakob Frey (Kupferstecher)

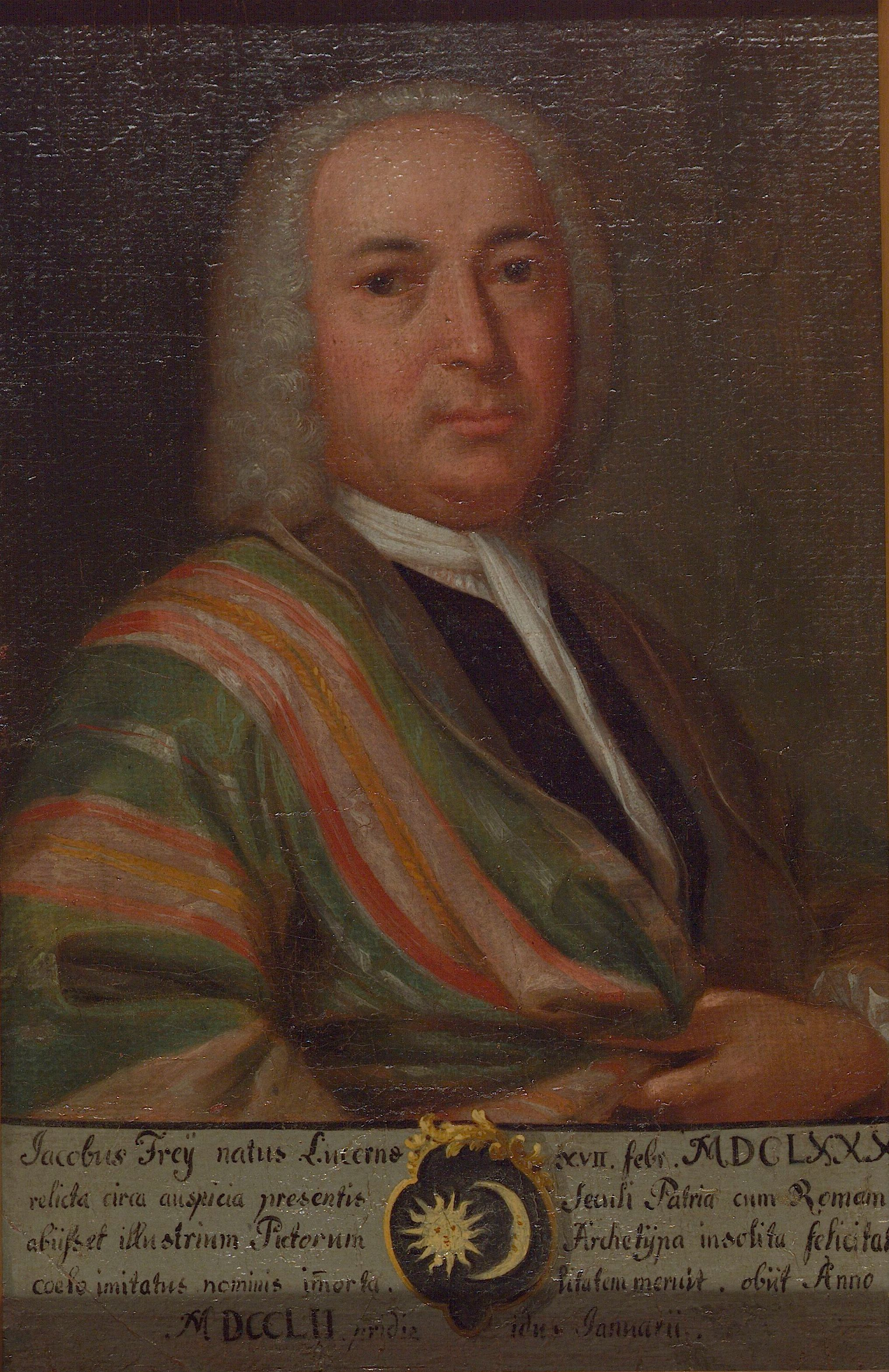
Porträt von Jakob Frey

Jakob Frey (* 17. Februar 1681 in Hochdorf; † 11. Januar 1752 in Rom) war ein Schweizer Kupferstecher und Verleger graphischer Werke. 
1702 ging er nach Rom, wo er unter anderem bei Arnold van Westerhout (1651–1725) und im Atelier von Carlo Maratta (1625–1713) lernte. Es gelang ihm, sich mit einem kleinen eigenen Verlag zu etablieren. 
Aufgrund seiner von den Zeitgenossen als sehr qualitätvoll angesehenen Arbeiten galt er als einer der besten Kupferstecher seiner Zeit.